# 執事 西園寺の名推理
『執事 西園寺の名推理』（しつじ さいおんじのめいすいり）は、2018年4月より毎週金曜日20時 - 20時54分に、テレビ東京系「金曜8時のドラマ」枠で放送されたテレビドラマシリーズ。主演は上川隆也。
本項での「S1」は第1シリーズを表し、「S2」は第2シリーズを表す。
S1は2018年4月13日から6月8日。S2は2019年4月19日から6月14日まで放送された。
2020年5月21日から「スカパー!」の『ホームドラマチャンネル』にてS1、その終了翌日の6月18日から7月15日までS2が放送された（S2はCS初放送）。さらに、6月13日から同じく衛星波BSテレビ東京の「土曜ドラマ9」枠で、S1（6月13日 - 8月1日）・S2（8月8日 - 9月26日）を続けて放送した（このBSテレビ東京の再放送の日程に連動し、ネットもテレ東、TVer、GYAO!などの見逃し配信サイトでも再配信が行われている）。

## あらすじ

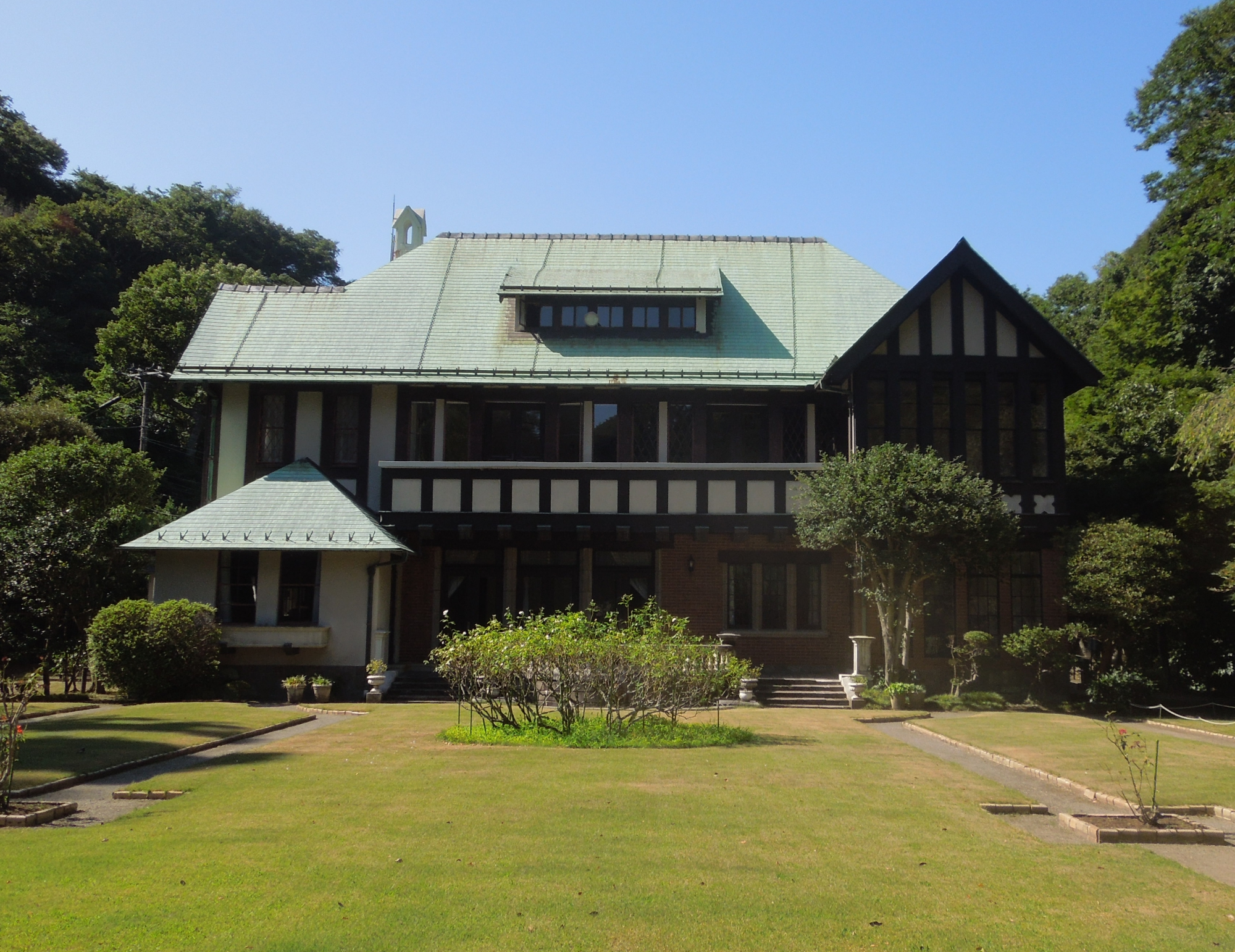
伊集院家の邸宅のロケ地である神奈川県鎌倉市浄明寺2丁目にある旧華頂宮邸

伊集院家に仕える西園寺一は、その完璧な配慮や立ち居振る舞いから「パーフェクトな執事」と呼ばれている。伊集院家周辺で次々に発生する殺人事件を、彼は多岐にわたる豊富な知識と、卓抜した身体能力を駆使しつつ次々に解決していく。

## キャスト

### 伊集院家
西園寺一（さいおんじ はじめ）
演 - 上川隆也
執事。高い身体能力を持ち、格闘技にも通じている。伊集院光弥と百合子に忠誠を誓っている。執事をする前の素性は一切不明だが、衆議院議員の大川龍之介は以前の彼を知る素振りを見せており、またS2では過去に婚約者を亡くしている事だけが判明している。事件に介入するのは良くないと心得てはいるものの、「本当の事を知りたい」「友人を助けて欲しい」という主の願いを叶える為、そして主を守る為に、事件解決に向けて奔走する。
執事ゆえに非常に紳士的で、伊集院家の屋敷関係者・動物以外は老若男女問わず「様付け」をし推理を披露する時は「真犯人様」とまでいっている。
感情を表に出すことはないが、瑞樹の百合子への態度に握りこぶしを作ったり（S1第4話）、夢が彼女のことを「おばあちゃん」と呼んだ時は「百合子様とお呼びください」とそれなりに大きな声で注意している（S2第4話）。さらに、百合子が爆弾が仕掛けされた観覧車に閉じ込められた時は、全ての元凶である野本を事件解決後にもう一周観覧車に乗らせる（S2第2話）など、やはり百合子のことで何かがあると、いつもと違う言動が見受けられる。
澤田慎次（さわだ しんじ）
演 - 浅利陽介（S1 / S2第1話・第6話 - ）
西園寺の助手執事（フットマン）。西園寺の事を尊敬しているが、新米故にドジやヘマが多く、メイドの前田美佳から常日頃叱責されたり、時には邪険に扱われている。また、西園寺から頼まれて事件の調査に協力することもある。S2は百合子達と見に行ったマジックショー「羽衣伝説」で殺人事件の犯人ともみ合いになり、階段から落ちて入院する（S2第1話）。その後回復し、仕事に復帰した（S2第6話）。復帰後は、同じ新米執事となった松本松五郎を敵視するようになり、度々彼と言い争いをしていたが、徐々に互いを理解し合う存在へと変わっていく。
前田美佳（まえだ みか）
演 - 岡本玲（S1 / S2第1話〈写真〉・最終話）
メイド。西園寺を慕っており、彼を「スーパー執事」と評している。また、新米執事である澤田慎次の事はドジやヘマが多い事もあって叱責している場面が多く、時には邪険に扱っている。S2はイギリスに留学し、メイド学校に通っている（S2第1話）が、最終話で帰国する。
板倉明美（いたくら あけみ）
演 - 池谷のぶえ
ベテランメイド。言われる前に、用事を真っ先に把握して動くなど西園寺にも劣らぬ先読みに長けている。また、素性の知らぬ西園寺の事も怪しむことなく全面的に信頼している。
松本松五郎（まつもと まつごろう）
演 - 森永悠希（S2）
マジックショー「羽衣伝説」に出演していたマジシャン（S2第1話）。事件を通じて西園寺に尊敬を抱き、彼に弟子入りを頼むが断られてしまう。しかし、百合子の計らいにより伊集院家の新米執事（フットマン）となる（S2第2話 - ）。マジシャンなので、簡単なマジックを披露し歓喜を受けたノリを利用して事件の聞き込みを得意とする。6話からは、元からいた新米執事の澤田慎次を敵視するようになり、度々彼と言い争いをしていたが、徐々に互いを理解し合う存在へと変わっていく。
伊集院光弥（いじゅういん みつや）
演 - 里見浩太朗（特別出演）
百合子の亡夫。帰る場所がない西園寺を伊集院家に連れてくる（S1第7話）。
城ノ内昌胤とは、小さい頃同じ剣道場に通っていたころからの親友だった（S2第6話）。
伊集院百合子（いじゅういん ゆりこ）
演 - 八千草薫（S1） / 吉行和子（S2）
当主。伊集院グループの個人筆頭株主（S1第7話）。移動時は車椅子を使用し、歩行時は西園寺の手を借りているが、自力で歩行する事もある。また、詳細は不明だが、定期的に薬を常飲しなければいけない身である（S1第3話）。自分や夫と縁がある者たちが事件に巻き込まれた際は、西園寺に事件解決をお願いする。

### 城南第一警察署
丸山昭雄（まるやま あきお）
演 - 佐藤二朗
捜査課の刑事。西園寺を「執事」と呼ぶ。西園寺が解決させた事件は全て自身の手柄となっている。西園寺の物言いや振る舞いは気に入っていないが、一方で観察眼や推理能力は高く評価している。時には共闘したりと、西園寺と異色のバディ関係を築く。
S2第7話では現場にいない西園寺に事件の詳細を話し、彼の推理の内容を通話状態の携帯からスピーカーで聞きながら推理を披露した。また、この話で、かなり年下の妻がいることが分かった。
柴田公平（しばた こうへい）
演 - 平山祐介
丸山の同僚刑事。私服警官。事件に介入する西園寺を良く思っておらず、事件現場で必ずと言っていいほど顔を合わせた際は頭を悩ませている。
樋口亜矢（ひぐち あや）
演 - 桜乃彩音
丸山の同僚刑事。西園寺が事件に関わる度に彼の存在がある事に驚愕している一方で、内心では度々事件を解決してくれる西園寺に感謝しており、丸山には無断で西園寺を事件現場に入れるなど時折協力する事もある。
高原正義（たかはた まさよし）
演 - 萬野崇博（S1第1話・第6話・最終話）
丸山の同僚刑事。毎回違う箇所に絆創膏を貼っている。
山村
演 - 桑村大和（S2第1話・第2話・第4話・第7話）
丸山の同僚刑事。

### その他
大川龍之介（おおかわ りゅうのすけ）
演 - 古谷一行（S1 / S2第6話 - ）
衆議院議員。元警察庁長官。国家公安委員会委員長（S2第7話）。伊集院光弥とは生前から仲が良く、百合子とも顔見知りであり、特に光弥から百合子の事を託されたため彼女の事は人一倍気に掛けている。執事をする以前の西園寺を知っている節があり、事件の度動く彼の動向に目を光らせている。S1から西園寺の行動を知って以降、彼が百合子の足枷にならないか懸念し続けており、西園寺に百合子の執事を辞めるよう説得したり、百合子には西園寺ではなく別の執事に変えるよう勧めるも、S1最終話で尚も百合子に対する忠誠心を見せた西園寺の覚悟を聞き入れたため、最後は西園寺に執事として百合子を任せることに決めた。
水城希（みずき のぞみ）
演 - 花乃まりあ（S1 / S2第6話 - ）
大川の秘書。大川の命令で西園寺の身辺調査を行っており、逐一報告している。
伊集院佑一郎（いじゅういん ゆういちろう）
演 - 里見浩太朗（二役 / S1第6話 - 最終話）
光弥の双子の兄で、百合子の義兄。伊集院グループの系列会社社長（S1第7話）。素性が一切不明な西園寺を不気味に感じつつも、彼の事を「狼」と評した。S1第6話で伊集院グループの最高経営者会議が近くなり、伊集院家を訪れる。最終話では百合子及び彼女の派閥を陥れるためその時起きた殺人事件の犯人に百合子と親しい人物（西園寺）に罪を被せるよう唆していた事が判明したが、最終的には百合子の言葉で自分のやった事を反省し、警察に連行された。
山崎和歌子（やまざき わかこ）
演 - 観月ありさ（S2）
イギリスのコンサルタント会社に勤めている。西園寺に会って18年前に亡くなった姉・美鈴の死の真相を聞くために、日本に帰国するが、そこである事件に関わってしまい、結局巻き込まれる事となる。事件解決後は、西園寺から姉に対する気持ちを聞き、それに納得しながら日本を去った。

### ゲスト

#### 第1シリーズ（2018年）
第1話「名門ホテル殺人事件 容疑者数は3000人超!? 透明人間の“足跡”」
- 錦野省吾（「Esprit de Nishikino」オーナーパティシエ・通称”スイーツ王子”） - 西村和彦
- 青木俊彦（スイーツ店「パティスリー・シュバリエ」オーナーパティシエ） - 葛山信吾
- 水野修平（錦野の弟子） - 水澤紳吾
- ピエール・パパン（「La Bonheur de Paris」パティシエ・世界屈指の実力派） - ジリ・ヴァンソン
- 乙坂賢太郎（ホテルセンチュリートーキョー 総支配人） - おかやまはじめ
- 後藤美幸（世界的な菓子メーカー「リッピ」社長令嬢・青木の婚約者） - 今村美乃
- 遠藤孝一（テレビクルーのスタッフ） - 蒲生純一
- ホテルセンチュリートーキョー 清掃係 - 野口かおる
- ホテルセンチュリートーキョー スタッフ（遺体の第一発見者） - 横内亜弓
- カメラマン（テレビクルー） - 坂本康太
- リポーター（テレビクルー） - 渡辺聖花
- 奥村香澄（スイーツ店「パティスリー・シュバリエ」マネージャー） - 内山理名

第2話「星空の殺人事件…! 月の写真が秘めた謎!? セレブ一族の亀裂!」
- 山名進一（山名光学工業 社長） - 平岳大（小学生：島田裕仁）
- 城南第一警察署 刑事課長 - 諏訪太朗
- 山名裕美（山名光学工業 副社長・進一のいとこ） - 冨樫真
- 野島勇作（山名光学工業 総務部部長） - 渡邉紘平
- 五十嵐勝（山名光学工業 技術開発部 主任） - 森優作
- ライバル会社の研究員 - かなやす慶行
- 山名（進一と亮司の父親） - 白畑真逸
- 養護施設の男の子 - 中村研人
- 山名光学工業 社員 - 栗原心平
- 山名亮司（山名光学工業 技術開発部・進一の義弟） - 岡田義徳（小学生：美濃孔之介）

第3話「誘拐された奥様…! タイムリミット6時間 天才心臓外科医の罪」
- 牧野涼介（東光医科大学病院 心臓外科医） - 東根作寿英
- 安達修（東光医科大学病院 元心臓外科医） - 波岡一喜
- 櫻井修一（東光医科大学病院 心臓外科教授） - 塩野谷正幸
- 中田隼人（誘拐犯） - 長田成哉
- 清掃員 - 大島蓉子
- 中田の職場の元上司 - 吉田智則
- 香坂琢己（東光医科大学病院 院長） - 森本レオ
- 市川愛子（市川美子の娘） - 久保陽香
- 誘拐犯 - 三浦知之、うえきやサトシ
- 東南テック 警備員 - ボブ鈴木
- 妊婦 - 中上サツキ
- 荒木（東光医科大学病院 産婦人科医） - 丸岡真由子
- 橋倉（東光医科大学病院 医師） - 鈴木理学
- ハインリッヒ・ブルクハルト（ウェルナー社 CEO） - ミルザイ
- 東光医科大学病院 医師 - 池田良、北村友彦
- 東南テック 受付 - 八代みなせ
- 太田（東南テック営業2課 社員） - 大西武志
- 藤井敦子（東光医科大学病院 心臓外科医） - 田中美奈子

第4話「社交ダンス殺人事件 毒物検出不能トリック 空白50分間の“謎”」
- 夏木卓郎（朱里の共同経営者） - 川﨑麻世
- 市川真莉絵（ダンサー） - 小林涼子
- 藤井隼人（ダンサー） - 永岡佑
- 雪村瑞樹（ダンサー・朱里の息子） - 小原唯和（幼少期：中野遥斗）
- 宮下紗矢（ダンサー） - 入来茉里
- カフェ「フラワーポット」店員 - 及川莉乃
- 雪村朱里（夏木卓郎雪村朱里ソシアルダンス教室 経営者） - 床嶋佳子

第5話「天才画家が謎の自殺 2億円絵画の秘めた闇 B5遺書のトリック」
- 庄司渉（響子の助手） - 宮川一朗太
- 伊達響子（東郷のパートナーでマネージャー） - 安藤玉恵
- 篠塚雅治（画商） - 大鷹明良
- 柳田榮太郎（帝都オークション 代表） - 三浦浩一
- エディ・アルフォード（競売人） - チャールズ・グラバー
- 鑑識 - 藤原智之
- 東郷広明（西洋画の大家） - 宇崎竜童

第6話「名門校教師が殺害! 闇に響く死のオルガン 消えた300万円の謎」
- 天野京香（スクールカウンセラー） - 酒井美紀
- 警備員 - ビートきよし
- 橘勇介（麗邦女子高等学校 音楽講師） - 河相我聞
- 植村渚（詩央里の母） - ふせえり
- 遠野麻美（晶子の母） - ホーチャンミ
- 遠野晶子（麗邦女子高等学校 2年生） - 山口まゆ
- 植村詩央里（麗邦女子高等学校 2年生） - 石井萌々果
- 麗邦女子高等学校 生徒 - 早乙女ゆう、永瀬真悠、三上紗弥
- 小寺尚子（麗邦女子高等学校 校長・百合子の女学校時代からの友人） - 水野久美

第7話「殺人疑惑の警察犬!? 遺体にはナゾの歯形…犯人を暴く犬との絆」
- 平沼基夫（訓練犬オーナー） - 尾上寛之
- 松本正（城南警察犬家庭犬訓練所 所長） - ベンガル
- 岸田亮平（城南警察犬家庭犬訓練所 訓練士） - 新納慎也
- 大島修二（訓練犬オーナー） - 湯江タケユキ
- 七瀬香奈（城南警察犬家庭犬訓練所 訓練士） - 梶原ひかり
- 吉野静香（城南警察犬家庭犬訓練所 訓練士） - 立石晴香
- マーブル（訓練犬・伊集院家の犬） - ナノ
- ジョン（警察犬） - マクール
- 老人 - 泉谷しげる

最終話「パーフェクト執事に殺人疑惑! タイムリミットは48時間!! 奥様を救え」
- 高島毅（伊集院グループ代表・百合子派の経営者） - 国広富之
- 内藤洋（高島の腹心） - 林泰文
- 安住正彦（伊集院フーズ 社長） - スギちゃん
- 綿貫友里恵（増田の秘書） - 上地春奈
- 増田浩二（伊集院印刷 社長） - 信太昌之
- 矢木（佑一郎派） - 土平ドンペイ
- 加茂優子（伊集院酒造 社員） - 桜木梨奈
- 襲撃犯 - 渡部龍平
- 秦野慶子（伊集院不動産 社長） - かとうかず子

#### 第2シリーズ（2019年）
第1話「殺人イリュージョンの謎」
- 朝風薫子（イリュージョニスト・マジックショー「羽衣伝説」天女役） - プリンセス天功（若き日：長島夕貴）
- 吉崎憲久（マジックのクリエイター・マジックショー「羽衣伝説」裏方） - 阿南健治（若き日：小松樹知）
- 金田良一（マジックショー「羽衣伝説」漁師役） - 岡田浩暉（若き日：龍輝）
- 佐藤絹代（マジックショー「羽衣伝説」裏方・久美子の娘） - 秋元才加
- 高峯菜摘（マジックショー「羽衣伝説」天女の娘役） - 日南響子
- 早川（マジックショー「羽衣伝説」出演者） - 早瀬英里奈
- 佐藤久美子（元「羽衣伝説」天女役） - 浅野ゆう子（若き日：山本月乃）

第2話「遊園地爆破に潜む罠」
- 涌井敏弘（相楽の運転手） - 佐戸井けん太
- 野本保（相楽重工 社員） - 松尾諭
- 相楽洋介（相楽重工 社長） - 九十九一
- 西陽介（元ねじ工場の社員） - 原金太郎
- 池田隆（元ねじ工場の社員） - 藏内秀樹
- 大葉雅代（中華麺舗「虎」店員） - どんぐり
- 風間るみ子（元相楽重工 社員・故人） - 高橋みき
- 仁科康介（仁科精機 社長） - 下総源太朗
- 徳永隆史（元相楽重工 社員） - 西本竜樹
- 高田翔太（児童養護施設 東京白百合園の児童） - 今井暖大
- 高田夏美（児童養護施設 東京白百合園の児童・翔太の妹） - 宮崎歩夢
- 新田明久（わんぱくファミリーランド 園長） - 中本賢
- 藤波義男（元ねじ工場の社長） - 斉藤暁

第3話「殺人犯はフィギュアスケーター!?」
- 桜井一也（美波のコーチ） - 佐藤アツヒロ
- 松田裕紀（フリーライター） - 山口馬木也
- 春日晃之（「週刊新報」編集長） - 羽場裕一
- 斉藤治（整備士・元フィギュアスケート選手） - 酒向芳
- 高瀬史緒里（楓のコーチ） - 遊井亮子
- 井上美波（フィギュアスケート選手） - 庄司理紗（幼少期：浅田芭路）
- 佐々木絢子（チャリティーショーの主催者） - 久世星佳
- 渡辺楓（フィギュアスケート選手） - 田辺桃子
- 向井正（「週刊新報」記者） - 前原滉
- 原田玲奈（元フィギュアスケート選手） - 左伴彩佳（AKB48 チーム8）
- 美波の母 - 西田美和

第4話「テディガールの陰謀」
- 堀井沙月（ホリートイ 副社長・堀井の妻） - 小沢真珠
- 森村絵美（シングルマザー） - 黒川智花
- 岩木剛夫（ガンちゃん牧場 牧場主） - 勝矢
- 川越仁志（ホリートイ 新製品開発部長） - 黒田大輔
- 菊間梢（獣医） - 宍戸美和公
- 畠山倫子（子ども食堂ポンポコポン 運営者） - 原扶貴子
- おもちゃ屋店主 ‐ 久保酎吉
- 広田典彦（ホリートイ 社員） - 少路勇介
- 堀井泰明（ホリートイ 社長） - 森下じんせい
- 森村夢（絵美の娘） - 前野里奈

第5話「呪いの三重密室トリック」
- 三日月弥生（三日月家 当主） - 黒川芽以（幼少期：知久杏朱）
- 沢渡昇一（幸造の秘書） - 堀部圭亮
- 雫石幸造（雫石家 当主・大物実業家） - 山本龍二
- 藤倉健介（雫石家 顧問弁護士） - 村杉蝉之介
- 田村陽平（古物商・幸造の友人） - 八十田勇一
- 三日月正隆（弥生の父） - 長谷川公彦
- 町村雪乃（経営アドバイザー・幸造の元愛人） - 山田キヌヲ
- 雫石幸太郎（幸造の息子） - 猪塚健太
- 小川（雫石家 使用人） - 別紙慶一

第6話「執事侍、悪を斬る!」
- 辰巳良子（髪結い） - 長谷川稀世
- 笹塚はるみ（宝東映画撮影所 所長） - 有森也実
- 赤城力（俳優） - 菅原大吉
- 天谷光俊（芸能事務所 社長） - 岡部たかし
- 奈良橋蓮（俳優） - 佐藤寛太
- 栗畑政夫（小道具係） - 赤星昇一郎
- 滝口まりな（人気アイドル） - 小倉優香
- 城ノ内昌胤（俳優） - 西郷輝彦（友情出演）

第7話「謎解きはディナーの前に」
- 守屋彰俊（警視庁捜査一課 刑事） - 大高洋夫（S2最終話）
- 桶川貞則（料理評論家） - 柏原収史
- 桶川恵（桶川の妻） - 西尾まり
- 友坂純一郎（フレンチレストランシェフ） - 内海光司
- 天城圭介（カフェプロデューサー） - 斉藤陽一郎
- 西口真衣（グルメライター） - 岩井堂聖子
- 井崎裕也（雑誌編集者） - 宮崎吐夢
- アンジー（丸山の妻） - JURATE〈読み：ユラーテ〉
- 中国人店主 - 侯偉

最終話「さらば執事、愛の讃歌」
- 山崎美鈴（西園寺の亡き婚約者・和歌子の姉） - 林原めぐみ（声の出演）
- 柿崎友介（音大講師） - 飯田基祐
- 久保勇作（警視庁捜査一課 刑事） - 榊英雄
- 高本ひなの（音大生） - 西田圭李
- 高本卓（ひなのの父・1年前刺殺） - 関幸治

## スタッフ
- 監督 - 橋本一、東田陽介、村上牧人[59]
- 脚本 - 田中眞一、真部千晶、大石哲也、藤沢文翁、三浦駿斗、藤井清美、酒巻浩史
- 企画原案・構成 - 星野由宇
- 音楽 - 長谷川哲史
- 音楽プロデューサー - 堀正明
- 主題歌
  - S1 - ナオト・インティライミ「しおり」(ユニバーサルシグマ）[60]
  - S2 - ゴスペラーズ「抱きしめて」(Ki/oon Music)
- 執事監修 - 日本バトラー&コンシェルジュ（新井直之、松丸剛）
- チェロ監修 - 斎藤めぐみ
- スイーツ監修 - コンディトライ・ニシキヤ（西田喜孝）
- 警察監修 - 石坂隆昌
- 文化監修 - 藤沢文翁
- 技術協力 - フォーチュン、アップサイド、Kカンパニー
- 美術協力 - thisis株式会社、BEENS
- チーフプロデューサー - 濱谷晃一（テレビ東京）
- プロデューサー - 中川順平（テレビ東京 / S1）、黒沢淳、東田陽介、北川俊樹（S2）
- 製作 - テレビ東京、テレパック

## 放送日程

### 第1シリーズ
- 2018年4月13日 - 6月8日、全8話。
- 第4話は、5月4日に「第54回世界卓球選手権団体戦」中継が急遽編成されたため、1週延期になった。

| 各話                                                                        | 放送日        | ラテ欄                                                          | 脚本              | 監督     | 視聴率 |
| --------------------------------------------------------------------------- | ------------- | --------------------------------------------------------------- | ----------------- | -------- | ------ |
| 第1話                                                                       | 2018年4月13日 | 名門ホテル殺人事件 容疑者数は3000人超!? 透明人間の“足跡”        | 田中眞一          | 橋本一   | 7.9%   |
| 第2話                                                                       | 4月20日       | 星空の殺人事件…! 月の写真が秘めた謎!? セレブ一族の亀裂!         | 真部千晶          | 橋本一   | 6.8%   |
| 第3話                                                                       | 4月27日       | 誘拐された奥様…! タイムリミット6時間 天才心臓外科医の罪         | 大石哲也          | 東田陽介 | 7.5%   |
| 第4話                                                                       | 5月11日       | 社交ダンス殺人事件 毒物検出不能トリック 空白50分間の“謎”        | 真部千晶          | 橋本一   | 6.8%   |
| 第5話                                                                       | 5月18日       | 天才画家が謎の自殺 2億円絵画の秘めた闇 B5遺書のトリック         | 藤沢文翁 三浦駿斗 | 東田陽介 | 6.3%   |
| 第6話                                                                       | 5月25日       | 名門校教師が殺害! 闇に響く死のオルガン 消えた300万円の謎        | 大石哲也          | 村上牧人 | 6.3%   |
| 第7話                                                                       | 6月01日       | 殺人疑惑の警察犬!? 遺体にはナゾの歯形…犯人を暴く犬との絆        | 田中眞一          | 村上牧人 | 6.4%   |
| 最終話                                                                      | 6月08日       | パーフェクト執事に殺人疑惑! タイムリミットは48時間!! 奥様を救え | 三浦駿斗          | 橋本一   | 7.7%   |
| 平均視聴率 7.0%（視聴率はビデオリサーチ調べ、関東地区・世帯・リアルタイム） |               |                                                                 |                   |          |        |

### 第2シリーズ
- 2019年4月19日 - 6月14日、全8話。
- 第2話は、4月26日に「第55回世界卓球選手権個人戦」中継が急遽編成されたため、1週延期になった。

| 各話                                                                        | 放送日        | サブタイトル                   | ラテ欄                                                               | 脚本              | 監督     | 視聴率 |
| --------------------------------------------------------------------------- | ------------- | ------------------------------ | -------------------------------------------------------------------- | ----------------- | -------- | ------ |
| 第1話                                                                       | 2019年4月19日 | 殺人イリュージョンの謎         | 殺人イリュージョン瞬間移動トリック!                                  | 藤井清美          | 橋本一   | 8.7%   |
| 第2話                                                                       | 5月03日       | 遊園地爆破に潜む罠             | 遊園地で爆破事件! 地上29m奥様SOS                                     | 大石哲也          | 村上牧人 | 5.3%   |
| 第3話                                                                       | 5月10日       | 殺人犯はフィギュアスケーター!? | 殺人スケーターの罠血塗られた3回転半                                  | 三浦駿斗          | 村上牧人 | 5.8%   |
| 第4話                                                                       | 5月17日       | テディガールの陰謀             | 完璧執事VS最新AI 2000万円テディベアが暴く“蘇る死体”!                 | 真部千晶          | 東田陽介 | 5.8%   |
| 第5話                                                                       | 5月24日       | 呪いの三重密室トリック         | 完全犯罪トリック! 容疑者9人…三重密室“射抜れた死体”                   | 酒巻浩史          | 東田陽介 | 5.5%   |
| 第6話                                                                       | 5月31日       | 執事侍、悪を斬る!              | 映画撮影中に殺人! 空白の82秒に隠された“十字槍殺人”の謎               | 藤井清美          | 橋本一   | 7.7%   |
| 第7話                                                                       | 6月07日       | 謎解きはディナーの前に         | 渓流を歩いた死体!? 容疑者5人VS超美食家 19m崖下…青石の謎              | 大石哲也          | 村上牧人 | 7.6%   |
| 最終話                                                                      | 6月14日       | さらば執事、愛の讃歌           | 犯人は執事!? 18年前の婚約者殺人の真相… チェロ奏者の死が暴く最大の謎! | 三浦駿斗 星野由宇 | 橋本一   | 6.1%   |
| 平均視聴率 6.9%（視聴率はビデオリサーチ調べ、関東地区・世帯・リアルタイム） |               |                                |                                                                      |                   |          |        |